# Ria-Mori (Ort, Suro-Craic)
Ria-Mori (Riamori, Reamori, Rai Mori) ist eine osttimoresische Siedlung im Suco Suro-Craic (Verwaltungsamt Ainaro, Gemeinde Ainaro).

## Geographie und Einrichtungen
Das Dorf Ria-Mori liegt im Zentrum der Aldeia Ria-Mori in einer Meereshöhe von 587 m, an der Straße, die die Aldeia von Nord nach Süd durchquert. Nördlich schließt sich das Dorf Nó-Ulo in der gleichnamigen Aldeia an. Die Grenze zwischen den beiden Dörfern, beziehungsweise den Aldeias markiert die Brücke Kiik Nó-Ulo. Südlich von Ria-Mori liegt in der Aldeia noch ein kleiner Weiler, in dem sich ein Wasserreservoir befindet.